# «Сокіл» (Київ) у сезоні 1978—1979
У сезоні 1978/79 київська команда повернулася до вищої ліги. У підсумку «Сокіл» посів дев'яте місце серед дванадцяти учасників.

## Чемпіонат

### Результати матчів
| 1 тур 1 вересня 1978 |

| «Спартак» (Москва)                         | 4 : 3 | «Сокіл» (Київ)                   |
| ------------------------------------------ | ----- | -------------------------------- |
| Ляпкін 8 Брагін 14 Баринєв 19 Подгорцев 56 |       | Дьомін 22 Власов 32 Свистухін 57 |

| Спортивний палац ЦСКА (Москва) Глядачів: 3 000 Арбітр: Нікульцев |

«Сокіл»: Шундров; Павлов — Сеуканд, Борисов — Андрєєв, Сидоров — Мосієнко; Ісламов — Данько — Свистухін, Гатаулін — Дьомін — Власов, Нелюбін — Сибірко — Давидов, Бабашов.
| 2 тур 3 вересня 1978 |

| «Спартак» (Москва)                                                             | 7 : 0 | «Сокіл» (Київ) |
| ------------------------------------------------------------------------------ | ----- | -------------- |
| Баймухаметов 2 Рудаков 5, 28 Старшинов 15 Євстифєєв 20 Якушев 20 Спиридонов 47 |       |                |

| Спортивний палац ЦСКА (Москва) Глядачів: 3 000 Арбітр: Ульянов |

«Сокіл»: Шундров (Голдобін, 21); Борисов — Андрєєв, Павлов — Ладигін, Сидоров — Мосієнко, Мартинов; Гатаулін — Дьомін — Власов, Ісламов — Данько — Бабашов, Свистухін — Сибірко — Давидов, Давиденко, Швецов.
| 3 тур 7 вересня 1978 |

| «Сокіл» (Київ)                             | 4 : 5 | СКА (Ленінград)                                                |
| ------------------------------------------ | ----- | -------------------------------------------------------------- |
| Дьомін 10 Давидов 24 Андрєєв 31 Бабашов 48 |       | Солодухін 35 Дроздецький 44 Кузьмін 46 Ан. Андрєєв 52 Боков 57 |

| Палац спорту (Київ) Глядачів: 6 000 Арбітр: Федотов |

«Сокіл»: Голдобін; Борисов — Андрєєв, Павлов — Сеуканд, Сидоров — Мосієнко; Гатаулін — Дьомін — Швецов, Ісламов — Давиденко — Бабашов, Свистухін — Сибірко — Давидов, Власов, Нелюбін.
| 4 тур 10 вересня 1978 |

| «Динамо» (Рига) | 1 : 6 | «Сокіл» (Київ)                             |
| --------------- | ----- | ------------------------------------------ |
| Абалмасов 19    |       | Дьомін 7, 39 Нелюбін 15, 50 Давидов 22, 52 |

| Палац спорту (Рига) Глядачів: 5 000 Арбітр: Морозов |

«Сокіл»: Голдобін; Борисов — Андрєєв, Павлов — Сеуканд, Сидоров — Мосієнко; Свистухін — Дьомін — Швецов, Нелюбін — Сибірко — Давидов, Ісламов — Давиденко — Власов, Гатаулін, Данько.
| 5 тур 13 вересня 1978 |

| «Сокіл» (Київ)                        | 4 : 6 | «Трактор» (Челябінськ)                                   |
| ------------------------------------- | ----- | -------------------------------------------------------- |
| Давидов 10 Свистухін 15, 53 Данько 39 |       | Бєлоусов 3, 14 Махинько 31 Макаров 34 Лапшин 40 Шорін 52 |

| Палац спорту (Київ) Глядачів: 5 000 Арбітр: Сорокін |

«Сокіл»: Шундров; Мартинов — Андрєєв, Павлов — Сеуканд, Сидоров — Мосієнко, Борисов; Гатаулін — Дьомін — Бабашов, Нелюбін — Сибірко — Давидов, Ісламов — Данько — Свистухін.
| 6 тур 15 вересня 1978 |

| «Сокіл» (Київ) | 1 : 4 | «Трактор» (Челябінськ)                           |
| -------------- | ----- | ------------------------------------------------ |
| Гатаулін 19    |       | Бєлоусов 22 Шумаков 25 Пономарьов 28 Махинько 40 |

| Палац спорту (Київ) Глядачів: 5 500 Арбітр: Сорокін |

«Сокіл»: Шундров; Борисов — Андрєєв, Павлов — Сеуканд, Сидоров — Мосієнко; Гатаулін — Дьомін — Бабашов, Нелюбін — Давиденко — Давидов, Ісламов — Данько — Свистухін, Ладигін — Власов — Швецов.
| 7 тур 28 вересня 1978 |

| «Сокіл» (Київ)        | 2 : 0 | «Торпедо» (Горький) |
| --------------------- | ----- | ------------------- |
| Нелюбін 22 Давидов 60 |       |                     |

| Палац спорту (Київ) Глядачів: 5 000 Арбітр: Брикін |

«Сокіл»: Шундров; Ладигін — Андрєєв, Павлов — Сеуканд, Сидоров — Борисов; Гатаулін — Дьомін — Бабашов, Нелюбін — Сибірко — Давидов, Ісламов — Данько — Свистухін.
| 8 тур 1 жовтня 1978 |

| «Автомобіліст» (Свердловськ)   | 3 : 1 | «Сокіл» (Київ) |
| ------------------------------ | ----- | -------------- |
| Краєв 8 Синенко 35 Кутергін 59 |       | Нелюбін 37     |

| Палац спорту профспілок (Свердловськ) Глядачів: 4 200 Арбітр: Морозов |

«Сокіл»: Шундров; Ладигін — Андрєєв, Сидоров — Борисов, Павлов — Сеуканд; Гатаулін — Дьомін — Бабашов, Нелюбін — Сибірко — Давидов, Ісламов — Свистухін — Власов, Швецов.
| 9 тур 4 жовтня 1978 |

| «Динамо» (Москва)                         | 5 : 4 | «Сокіл» (Київ)               |
| ----------------------------------------- | ----- | ---------------------------- |
| Орлов 3 Природін 19, 19, 25 В. Голіков 21 |       | Андрєєв 4, 13, 30 Сибірко 11 |

| Палац спорту ЦСКА (Москва) Глядачів: 2 500 Арбітр: Федотов |

«Сокіл»: Гаврилов (Голдобін, 23); Мартинов — Андрєєв, Борисов — Ладигін, Павлов — Сеуканд; Гатаулін — Дьомін — Бабашов, Нелюбін — Сибірко — Давидов, Ісламов — Попов — Свистухін, Данько.
| 10 тур 6 жовтня 1978 |

| «Динамо» (Москва)                                      | 4 : 0 | «Сокіл» (Київ) |
| ------------------------------------------------------ | ----- | -------------- |
| Голубович 12 Білялетдінов 16 Дев'ятов 41 В. Голіков 48 |       |                |

| Палац спорту ЦСКА (Москва) Глядачів: 3 000 Арбітр: Кузнецов |

«Сокіл»: Шундров; Мартинов — Андрєєв, Борисов — Ладигін, Павлов — Сеуканд; Гатаулін — Дьомін — Бабашов, Нелюбін — Сибірко — Давидов, Ісламов — Данько — Свистухін.
| 11 тур 10 жовтня 1978 |

| «Сокіл» (Київ)                             | 4 : 1 | «Салават Юлаєв» (Уфа) |
| ------------------------------------------ | ----- | --------------------- |
| Нелюбін 2 Сибірко 14 Бабашов 16 Андрєєв 50 |       | Анферов 47            |

| Палац спорту (Київ) Глядачів: 6 000 Арбітр: Рєзніков |

«Сокіл»: Шундров; Мартинов — Андрєєв, Борисов — Ладигін, Павлов — Сеуканд, Сидоров; Гатаулін — Дьомін — Бабашов, Нелюбін — Сибірко — Давидов, Ісламов — Данько — Свистухін, Швецов.
| М  | Команда                      | І  | Пер | Н | Пор | ЗШ | ПШ | О  |
| -- | ---------------------------- | -- | --- | - | --- | -- | -- | -- |
| 1  | ЦСКА (Москва)                | 11 | 10  | 0 | 1   | 79 | 33 | 20 |
| 2  | «Динамо» (Москва)            | 11 | 7   | 2 | 2   | 64 | 33 | 16 |
| 3  | «Трактор» (Челябінськ)       | 11 | 5   | 2 | 4   | 38 | 34 | 12 |
| 4  | «Крила Рад» (Москва)         | 11 | 5   | 2 | 4   | 35 | 35 | 12 |
| 5  | «Торпедо» (Горький)          | 11 | 5   | 2 | 4   | 38 | 39 | 12 |
| 6  | «Спартак» (Москва)           | 11 | 5   | 2 | 4   | 44 | 48 | 12 |
| 7  | «Хімік» (Воскресенськ)       | 11 | 4   | 3 | 4   | 36 | 35 | 11 |
| 8  | «Динамо» (Рига)              | 11 | 5   | 0 | 6   | 34 | 32 | 10 |
| 9  | «Салават Юлаєв» (Уфа)        | 11 | 4   | 0 | 7   | 36 | 48 | 8  |
| 10 | СКА (Ленінград)              | 11 | 3   | 1 | 7   | 44 | 68 | 7  |
| 11 | «Сокіл» (Київ)               | 11 | 3   | 0 | 8   | 29 | 40 | 6  |
| 12 | «Автомобіліст» (Свердловськ) | 11 | 2   | 2 | 7   | 28 | 60 | 6  |

Скорочення: М = підсумкове місце, І = ігри, Пер = перемоги, Н = нічиї, Пор = поразки, ЗШ = закинуті шайби, ПШ = пропущені шайби, О = набрані очки
| 12 тур 13 жовтня 1978 |

| «Сокіл» (Київ)                   | 3 : 2 | «Крила Рад» (Москва)   |
| -------------------------------- | ----- | ---------------------- |
| Сибірко 32 Андрєєв 36 Бабашов 42 |       | Вахрушев 30 Бодунов 33 |

| Палац спорту (Київ) Глядачів: 6 000 Арбітр: Саприкін |

«Сокіл»: Шундров; Мартинов — Андрєєв, Борисов — Ладигін, Павлов — Сеуканд, Сидоров; Гатаулін — Дьомін — Бабашов, Нелюбін — Сибірко — Давидов, Ісламов — Данько — Свистухін.
| 13 тур 15 жовтня 1978 |

| «Сокіл» (Київ)                    | 3 : 8 | «Крила Рад» (Москва)                                                     |
| --------------------------------- | ----- | ------------------------------------------------------------------------ |
| Сибірко 16 Гатаулін 21 Давидов 44 |       | Капустін 4, 31 Авдєєв 10 Вахрушев 37, 48 Бодунов 50 Лебедєв 51 Расько 56 |

| Палац спорту (Київ) Глядачів: 6 000 Арбітр: Саприкін |

«Сокіл»: Шундров (Гаврилов, 51); Борисов — Андрєєв, Ладигін — Мосієнко, Павлов — Сеуканд; Гатаулін — Дьомін — Бабашов, Нелюбін — Сибірко — Давидов, Ісламов — Данько — Свистухін, Швецов.
| 14 тур 18 жовтня 1978 |

| «Сокіл» (Київ) | 1 : 2 | «Динамо» (Рига)              |
| -------------- | ----- | ---------------------------- |
| Бабашов 12     |       | Доброхотов 27 Х. Васильєв 39 |

| Палац спорту (Київ) Глядачів: 4 500 Арбітр: Брикін |

«Сокіл»: Шундров; Сидоров — Андрєєв, Ладигін — Борисов, Павлов — Сеуканд, Мартинов; Гатаулін — Дьомін — Бабашов, Нелюбін — Сибірко — Давидов, Ісламов — Данько — Свистухін, Давиденко.
| 15 тур 22 жовтня 1978 |

| СКА (Ленінград)                         | 5 : 3 | «Сокіл» (Київ)                |
| --------------------------------------- | ----- | ----------------------------- |
| Гусєв 6 Боков 33, 40 Дроздецький 36, 60 |       | Дьомін 5 Данько 14 Сибірко 18 |

| «Ювілейний» (Ленінград) Глядачів: 6 500 Арбітр: Ульянов |

«Сокіл»: Шундров (Гаврилов, 43); Мартинов — Андрєєв, Сидоров — Сеуканд, Ладигін — Борисов; Гатаулін — Дьомін — Бабашов, Нелюбін — Сибірко — Давидов, Ісламов — Данько — Свистухін.
| 16 тур 25 жовтня 1978 |

| «Сокіл» (Київ)          | 2 : 3 | «Хімік» (Воскресенськ)             |
| ----------------------- | ----- | ---------------------------------- |
| Ісламов 52 Свистухін 55 |       | Крутов 16 Щуренко 30 Лаврентьєв 43 |

| Палац спорту (Київ) Глядачів: 6 500 Арбітр: Нікульцев |

«Сокіл»: Гаврилов; Мартинов — Андрєєв, Сидоров — Сеуканд, Ладигін — Борисов, Мосієнко; Гатаулін — Дьомін — Бабашов, Ісламов — Данько — Свистухін, Нелюбін — Сибірко — Давидов.
| 17 тур 27 жовтня 1978 |

| «Сокіл» (Київ)                                | 5 : 3 | «Хімік» (Воскресенськ)           |
| --------------------------------------------- | ----- | -------------------------------- |
| Дьомін 9 Бабашов 13, 52 Сибірко 27 Давидов 56 |       | Савцилло 23 Смагін 31 Щуренко 39 |

| Палац спорту (Київ) Глядачів: 5 000 Арбітр: Нікульцев |

«Сокіл»: Гаврилов; Борисов — Андрєєв, Сидоров — Сеуканд, Ладигін — Павлов; Гатаулін — Дьомін — Бабашов, Ісламов — Данько — Свистухін, Нелюбін — Сибірко — Давидов.
| 18 тур 30 жовтня 1978 |

| «Сокіл» (Київ)                                         | 6 : 2 | «Автомобіліст» (Свердловськ) |
| ------------------------------------------------------ | ----- | ---------------------------- |
| Андрєєв 12Дьомін 15 Давидов 43 Данько 45 Бабашов 47,52 |       | Кутергін 35 Татаринов 40     |

| Палац спорту (Київ) Глядачів: 6 500 Арбітр: Никаноров |

«Сокіл»: Гаврилов; Борисов — Андрєєв, Сидоров — Сеуканд, Павлов — Горбушин; Гатаулін — Дьомін — Бабашов, Ісламов — Данько — Свистухін, Нелюбін — Сибірко — Давидов, Давиденко.
| 19 тур 3 листопада 1978 |

| «Торпедо» (Горький) | 2 : 4 | «Сокіл» (Київ)                       |
| ------------------- | ----- | ------------------------------------ |
| Р'янов 23 Ковін 53  |       | Данько 10 Бабашов 11, 36 Гатаулін 29 |

| Палац спорту (Горький) Глядачів: 4 300 Арбітр: Саприкін |

«Сокіл»: Гаврилов; Павлов — Сеуканд, Борисов — Андрєєв, Горбушин — Мурашов; Гатаулін — Дьомін — Бабашов, Ісламов — Данько — Свистухін, Нелюбін — Сибірко — Давидов.
| 20 тур 9 листопада 1978 |

| ЦСКА (Москва)                                   | 5 : 2 | «Сокіл» (Київ)      |
| ----------------------------------------------- | ----- | ------------------- |
| Макаров 40, 44 Петров 44 Балдеріс 45 Волчков 55 |       | Власов 28 Дьомін 54 |

| Спортивний комплекс ЦСКА (Москва) Глядачів: 3 000 Арбітр: Нікульцев |

«Сокіл»: Гаврилов; Павлов — Сеуканд, Борисов — Андрєєв, Горбушин — Мурашов; Гатаулін — Дьомін — Бабашов, Ісламов — Данько — Власов, Нелюбін — Сибірко — Швецов.
| 21 тур 11 листопада 1978 |

| ЦСКА (Москва)                                               | 6 : 3 | «Сокіл» (Київ)                  |
| ----------------------------------------------------------- | ----- | ------------------------------- |
| Балдеріс 20, 47 Петров 22 Волчков 33 Харламов 47 Вікулов 55 |       | Ісламов 12 Данько 51 Давидов 53 |

| Спортивний комплекс ЦСКА (Москва) Глядачів: 3 000 Арбітр: Кузнецов |

«Сокіл»: Голдобін; Сидоров — Сеуканд, Ладигін — Мосієнков, Горбушин — Мурашов, Андрєєв; Гатаулін — Дьомін — Бабашов, Ісламов — Данько — Власов, Нелюбін — Давиденко — Швецов, Давидов.
| 22 тур 14 листопада 1978 |

| «Сокіл» (Київ) | 1 : 2 | «Салават Юлаєв» (Уфа) |
| -------------- | ----- | --------------------- |
| Борисов 10     |       | Ішматов 3 Карюков 25  |

| Палац спорту (Київ) Глядачів: 6 500 Арбітр: Карандін |

«Сокіл»: Гаврилов; Борисов — Андрєєв, Горбушин — Мурашов, Павлов — Сеуканд; Гатаулін — Дьомін — Бабашов, Ісламов — Данько — Власов, Нелюбін — Сибірко — Давидов.
| М  | Команда                      | І  | Пер | Н | Пор | ЗШ  | ПШ  | О  |
| -- | ---------------------------- | -- | --- | - | --- | --- | --- | -- |
| 1  | ЦСКА (Москва)                | 22 | 19  | 0 | 3   | 151 | 57  | 38 |
| 2  | «Динамо» (Москва)            | 22 | 12  | 6 | 4   | 103 | 69  | 30 |
| 3  | «Крила Рад» (Москва)         | 22 | 11  | 3 | 8   | 82  | 78  | 25 |
| 4  | «Динамо» (Рига)              | 22 | 11  | 2 | 9   | 72  | 64  | 24 |
| 5  | «Спартак» (Москва)           | 22 | 11  | 2 | 9   | 84  | 93  | 24 |
| 6  | «Хімік» (Воскресенськ)       | 22 | 9   | 5 | 8   | 71  | 71  | 23 |
| 7  | «Трактор» (Челябінськ)       | 22 | 8   | 5 | 9   | 66  | 63  | 21 |
| 8  | «Торпедо» (Горький)          | 22 | 8   | 5 | 9   | 85  | 87  | 21 |
| 9  | «Салават Юлаєв» (Уфа)        | 22 | 7   | 2 | 13  | 60  | 84  | 16 |
| 10 | «Сокіл» (Київ)               | 22 | 7   | 0 | 15  | 62  | 80  | 14 |
| 11 | СКА (Ленінград)              | 22 | 5   | 4 | 13  | 79  | 119 | 14 |
| 12 | «Автомобіліст» (Свердловськ) | 22 | 5   | 4 | 13  | 60  | 110 | 14 |

Скорочення: М = підсумкове місце, І = ігри, Пер = перемоги, Н = нічиї, Пор = поразки, ЗШ = закинуті шайби, ПШ = пропущені шайби, О = набрані очки
| 23 тур 17 листопада 1978 |

| «Трактор» (Челябінськ) | 1 : 0 | «Сокіл» (Київ) |
| ---------------------- | ----- | -------------- |
| Молчанов 54            |       |                |

| «Юність» (Челябінськ) Глядачів: 3 200 Арбітр: Нікульцев |

«Сокіл»: Гаврилов; Борисов — Андрєєв, Горбушин — Мурашов, Ладигін — Сеуканд; Ісламов — Данько — Власов, Нелюбін — Дьомін — Бабашов, Гатаулін — Давиденко — Давидов.
| 24 тур 19 листопада 1978 |

| «Трактор» (Челябінськ)           | 3 : 0 | «Сокіл» (Київ) |
| -------------------------------- | ----- | -------------- |
| Махінько 5 Шорін 11 Бородулін 34 |       |                |

| «Юність» (Челябінськ) Глядачів: 3 200 Арбітр: Нікульцев |

«Сокіл»: Гаврилов (Шундров, 35); Ладигін — Сеуканд, Борисов — Андрєєв, Горбушин — Мурашов, Мосієнко; Ісламов — Данько — Власов, Нелюбін — Дьомін — Бабашов, Гатаулін — Давиденко — Давидов, Свистухін, Швецов.
| 25 тур 22 листопада 1978 |

| «Динамо» (Рига) | 1 : 4 | «Сокіл» (Київ)                              |
| --------------- | ----- | ------------------------------------------- |
| Абалмасов 29    |       | Ісламов 19 Гатаулін 22 Сибірко 24 Швецов 50 |

| Палац спорту (Рига) Глядачів: 5 000 Арбітр: Федотов |

«Сокіл»: Гаврилов; Ладигін — Сеуканд, Борисов — Андрєєв, Мосієнко — Мурашов; Свистухін — Дьомін — Бабашов, Гатаулін — Сибірко — Давидов, Ісламов — Данько — Швецов.
| 26 тур 25 листопада 1978 |

| «Сокіл» (Київ)                               | 5 : 3 | СКА (Ленінград)         |
| -------------------------------------------- | ----- | ----------------------- |
| Дьомін 7 Бабашов 13 Ісламов 15, 44 Швецов 31 |       | Кузьмін 23, 30 Боков 27 |

| Палац спорту (Київ) Глядачів: 6 500 Арбітр: Захаров |

«Сокіл»: Гаврилов; Ладигін — Сеуканд, Борисов — Андрєєв, Мосієнко — Мурашов; Свистухін — Дьомін — Бабашов, Гатаулін — Сибірко — Давидов, Ісламов — Данько — Швецов, Давиденко.
| 27 тур 29 листопада 1978 |

| «Сокіл» (Київ)           | 2 : 0 | «Спартак» (Москва) |
| ------------------------ | ----- | ------------------ |
| Свистухін 39 Гатаулін 55 |       |                    |

| Палац спорту (Київ) Глядачів: 6 500 Арбітр: Домбровський |

«Сокіл»: Гаврилов; Ладигін — Сеуканд, Борисов — Андрєєв, Горбушин — Мурашов; Свистухін — Дьомін — Бабашов, Гатаулін — Давиденко — Давидов, Ісламов — Данько — Швецов, Сибірко.
| 28 тур 1 грудня 1978 |

| «Сокіл» (Київ) | 1 : 3 | «Спартак» (Москва)                     |
| -------------- | ----- | -------------------------------------- |
| Ісламов 47     |       | Шадрін 6 Баймухаметов 47 Кожевников 49 |

| Палац спорту (Київ) Глядачів: 6 500 Арбітр: Домбровський |

«Сокіл»: Шундров (Гаврилов); Ладигін — Сеуканд, Борисов — Андрєєв, Горбушин — Мурашов; Ісламов — Данько — Швецов, Свистухін — Дьомін — Бабашов, Гатаулін — Сибірко — Давидов.
| 29 тур 4 грудня 1978 |

| «Салават Юлаєв» (Уфа)       | 3 : 5 | «Сокіл» (Київ)                                 |
| --------------------------- | ----- | ---------------------------------------------- |
| Мурдускін 16 Макаров 23, 60 |       | Свистухін 1, 26 Данько 9 Ладигін 31 Бабашов 33 |

| Палац спорту (Уфа) Глядачів: 3 700 Арбітр: Рєзніков |

«Сокіл»: Гаврилов; Павлов — Андрєєв, Ладигін — Сеуканд, Горбушин — Мурашов, Мосієнко; Ісламов — Данько — Швецов, Свистухін — Дьомін — Бабашов, Гатаулін — Сибірко — Давидов.
| 30 тур 17 січня 1979 |

| «Сокіл» (Київ)            | 3 : 5 | «Динамо» (Москва)                                   |
| ------------------------- | ----- | --------------------------------------------------- |
| Бабашов 3, 45 Гатаулін 58 |       | В. Семенов 7, 28 Тукмачов 30 Природін 38 Шкурдюк 54 |

| Палац спорту (Київ) Глядачів: 6 500 Арбітр: Домбровський |

«Сокіл»: Шундров (Гаврилов, 30); Сидоров — Сеуканд, Борисов — Андрєєв, Горбушин — Мурашов; Ісламов — Данько — Гатаулін, Власов — Дьомін — Бабашов, Нелюбін — Сибірко — Давидов, Давиденко.
| 31 тур 19 січня 1979 |

| «Сокіл» (Київ)       | 2 : 3 | «Динамо» (Москва)                     |
| -------------------- | ----- | ------------------------------------- |
| Андрєєв 26 Данько 30 |       | Природін 30 Первухін 44 О. Голіков 47 |

| Палац спорту (Київ) Глядачів: 6 500 Арбітр: Ульянов |

«Сокіл»: Гаврилов; Сидоров — Сеуканд, Борисов — Андрєєв, Горбушин — Мурашов; Ісламов — Данько — Власов, Гатаулін — Дьомін — Бабашов, Нелюбін — Сибірко — Давидов.
| 32 тур 22 січня 1979 |

| «Сокіл» (Київ)        | 2 : 2 | «Торпедо» (Горький) |
| --------------------- | ----- | ------------------- |
| Давидов 29 Сибірко 60 |       | Шигонцев 9, 43      |

| Палац спорту (Київ) Глядачів: 6 500 Арбітр: Никаноров |

«Сокіл»: Гаврилов; Сидоров — Сеуканд, Борисов — Андрєєв, Горбушин — Мурашов; Ісламов — Данько — Власов, Гатаулін — Дьомін — Бабашов, Свистухін — Сибірко — Давидов, Нелюбін.
| 33 тур 26 січня 1979 |

| «Автомобіліст» (Свердловськ) | 2 : 8 | «Сокіл» (Київ)                                                                  |
| ---------------------------- | ----- | ------------------------------------------------------------------------------- |
| Куликов 10, 55               |       | Свистухін 2 Андрєєв 5, 51 Гатаулін 8 Власов 10 Данько 18 Горбушин 47 Давидов 52 |

| Палац спорту профспілок (Свердловськ) Глядачів: 4 200 Арбітр: Саприкін |

«Сокіл»: Гаврилов; Сидоров — Сеуканд, Борисов — Андрєєв, Горбушин — Мурашов, Алексєєв; Ісламов — Данько — Власов, Гатаулін — Дьомін — Свистухін, Нелюбін — Сибірко — Давидов, Швецов.
| М  | Команда                      | І  | Пер | Н | Пор | ЗШ  | ПШ  | О  |
| -- | ---------------------------- | -- | --- | - | --- | --- | --- | -- |
| 1  | ЦСКА (Москва)                | 33 | 29  | 1 | 3   | 219 | 87  | 59 |
| 2  | «Динамо» (Москва)            | 33 | 20  | 7 | 6   | 157 | 96  | 47 |
| 3  | «Спартак» (Москва)           | 33 | 18  | 2 | 13  | 128 | 123 | 38 |
| 4  | «Динамо» (Рига)              | 33 | 16  | 4 | 13  | 108 | 94  | 36 |
| 5  | «Крила Рад» (Москва)         | 33 | 16  | 4 | 13  | 125 | 113 | 36 |
| 6  | «Торпедо» (Горький)          | 33 | 13  | 8 | 12  | 129 | 125 | 34 |
| 7  | «Хімік» (Воскресенськ)       | 33 | 13  | 6 | 14  | 107 | 105 | 32 |
| 8  | «Трактор» (Челябінськ)       | 33 | 12  | 6 | 15  | 87  | 100 | 30 |
| 9  | «Сокіл» (Київ)               | 33 | 12  | 1 | 20  | 94  | 106 | 25 |
| 10 | «Автомобіліст» (Свердловськ) | 33 | 8   | 6 | 19  | 100 | 170 | 22 |
| 11 | СКА (Ленінград)              | 33 | 7   | 5 | 21  | 112 | 184 | 19 |
| 12 | «Салават Юлаєв» (Уфа)        | 33 | 8   | 2 | 23  | 82  | 145 | 18 |

Скорочення: М = підсумкове місце, І = ігри, Пер = перемоги, Н = нічиї, Пор = поразки, ЗШ = закинуті шайби, ПШ = пропущені шайби, О = набрані очки
| 34 тур 29 січня 1979 |

| «Крила Рад» (Москва)                        | 6 : 2 | «Сокіл» (Київ)       |
| ------------------------------------------- | ----- | -------------------- |
| Котов 14 Капустін 20, 21, 55, 57 Бодунов 34 |       | Бабашов 25 Дьомін 57 |

| Палац спорту (Москва) Глядачів: 1 800 Арбітр: Ульянов |

«Сокіл»: Гаврилов; Сидоров — Сеуканд, Борисов — Андрєєв, Горбушин — Алексєєв, Мурашов; Гатаулін — Дьомін — Бабашов, Ісламов — Данько — Власов, Свистухін — Сибірко — Давидов.
| 35 тур 31 січня 1979 |

| «Крила Рад» (Москва)                            | 5 : 2 | «Сокіл» (Київ)        |
| ----------------------------------------------- | ----- | --------------------- |
| Ромашин 22 Капустін 26, 50 Расько 46 Кабанов 54 |       | Сибірко 32 Давидов 34 |

| Палац спорту (Москва) Глядачів: 3 000 Арбітр: Морозов |

«Сокіл»: Гаврилов; Борисов — Андрєєв, Мурашов — Сеуканд, Горбушин — Алексєєв; Гатаулін — Дьомін — Бабашов, Ісламов — Данько — Власов, Свистухін — Сибірко — Давидов, Швецов, Давиденко.
| 36 тур 17 лютого 1979 |

| СКА (Ленінград)         | 2 : 3 | «Сокіл» (Київ)                   |
| ----------------------- | ----- | -------------------------------- |
| Маслов 16 П. Андрєєв 17 |       | Свистухін 2 Бабашов 3 Давидов 47 |

| «Ювілейний» (Ленінград) Глядачів: 6 400 Арбітр: Брикін |

«Сокіл»: Гаврилов; Борисов — Андрєєв, Алексєєв — Сеуканд, Горбушин — Мурашов; Ісламов — Данько — Власов, Гатаулін — Дьомін — Бабашов, Свистухін — Сибірко — Давидов.
| 37 тур 20 лютого 1979 |

| «Сокіл» (Київ)                    | 3 : 2 | «Динамо» (Рига)          |
| --------------------------------- | ----- | ------------------------ |
| Горбушин 41 Сеуканд 43 Бабашов 56 |       | Доброхотов 26 Веселов 44 |

| Палац спорту (Київ) Глядачів: 6 600 Арбітр: Нікульцев |

«Сокіл»: Гаврилов; Борисов — Андрєєв, Алексєєв — Сеуканд, Горбушин — Мурашов; Ісламов — Данько — Власов, Гатаулін — Дьомін — Бабашов, Свистухін — Сибірко — Давидов.
| 38 тур 26 лютого 1979 |

| «Хімік» (Воскресенськ)                        | 5 : 1 | «Сокіл» (Київ) |
| --------------------------------------------- | ----- | -------------- |
| Веригін 4 Лаврентьєв 18 Пачкалін 27 Крутов 51 |       | Ісламов 20     |

| «Хімік» (Воскресенськ) Глядачів: 1 850 Арбітр: Нікульцев |

«Сокіл»: Гаврилов (Шундров, 53); Борисов — Андрєєв, Горбушин — Мурашов, Алексєєв — Сеуканд; Гатаулін — Дьомін — Бабашов, Ісламов — Данько — Власов, Свистухін — Сибірко — Давидов, Давиденко.
| 39 тур 28 лютого 1979 |

| «Хімік» (Воскресенськ)                                  | 5 : 5 | «Сокіл» (Київ)                                         |
| ------------------------------------------------------- | ----- | ------------------------------------------------------ |
| Пачкалін 7 Кухарж 7 Крутов 21 Лаврентьєв 30 Сапелкін 60 |       | Бабашов 13 Нелюбін 14 Давидов 24 Андрєєв 26 Ісламов 28 |

| «Хімік» (Воскресенськ) Глядачів: 1 200 Арбітр: Морозов |

«Сокіл»: Шундров (Гаврилов, 8); Борисов — Сеуканд, Горбушин — Алексєєв, Ладигін — Андрєєв; Гатаулін — Дьомін — Бабашов, Ісламов — Данько — Давиденко, Швецов — Нелюбін — Давидов, .
| 40 тур 5 березня 1979 |

| «Сокіл» (Київ) | 1 : 7 | «Автомобіліст» (Свердловськ)                                    |
| -------------- | ----- | --------------------------------------------------------------- |
| Ісламов 47     |       | Наріманов 1, 28 Татаринов 3 Щеглов 15 Єрмішин 38 Куликов 40, 60 |

| Палац спорту (Київ) Глядачів: 6 500 Арбітр: Никаноров |

«Сокіл»: Гаврилов (Шундров, 28); Борисов — Андрєєв, Горбушин — Ладигін, Алексєєв — Сеуканд, Мурашов; Гатаулін — Дьомін — Бабашов, Давидов — Давиденко — Нелюбін, Ісламов — Данько — Швецов.
| 41 тур 8 березня 1979 |

| «Торпедо» (Горький)            | 3 : 1 | «Сокіл» (Київ) |
| ------------------------------ | ----- | -------------- |
| Кокурін 9 Курдін 29 Федоров 53 |       | Бабашов 50     |

| Палац спорту (Горький) Глядачів: 3 300 Арбітр: Рєзніков |

«Сокіл»: Шундров; Борисов — Андрєєв, Горбушин — Мурашов, Ладигін — Сеуканд; Свистухін — Дьомін — Бабашов, Давидов — Сибірко — Нелюбін, Ісламов — Данько — Швецов.
| 42 тур 12 березня 1979 |

| «Сокіл» (Київ)        | 2 : 7 | ЦСКА (Москва)                                                         |
| --------------------- | ----- | --------------------------------------------------------------------- |
| Сибірко 3 Гатаулін 37 |       | Лобанов 8, 19 Волчков 13 Жлуктов 35 Крутов 38 Лутченко 48 Харламов 58 |

| Палац спорту (Київ) Глядачів: 6 500 Арбітр: Нікульцев |

«Сокіл»: Гаврилов; Борисов — Андрєєв, Горбушин — Мурашов, Ладигін — Алексєєв; Гатаулін — Дьомін — Бабашов, Давидов — Сибірко — Нелюбін, Ісламов — Данько — Швецов.
| 43 тур 14 березня 1979 |

| «Сокіл» (Київ)                                                        | 7 : 6 | ЦСКА (Москва)                                  |
| --------------------------------------------------------------------- | ----- | ---------------------------------------------- |
| Гатаулін 16 Бабашов 27 Сибірко 28, 45 Данько 43 Нелюбін 56 Давидов 60 |       | Волчков 10, 40 Харламов 21, 22, 30 Циганков 44 |

| Палац спорту (Київ) Глядачів: 6 500 Арбітр: Нікульцев |

«Сокіл»: Гаврилов; Борисов — Андрєєв, Горбушин — Мурашов, Ладигін — Алексєєв; Гатаулін — Дьомін — Бабашов, Давидов — Сибірко — Нелюбін, Ісламов — Данько — Швецов, Свистухін.
| 44 тур 17 березня 1979 |

| «Салават Юлаєв» (Уфа) | 1 : 6 | «Сокіл» (Київ)                                              |
| --------------------- | ----- | ----------------------------------------------------------- |
| Герасимов 54          |       | Ладигін 8 Гатаулін 20, 32 Алексєєв 30 Бабашов 41 Сибірко 58 |

| Палац спорту (Уфа) Глядачів: 6 500 Арбітр: Карандін |

«Сокіл»: Гаврилов; Борисов — Андрєєв, Горбушин — Мурашов, Ладигін — Алексєєв; Гатаулін — Дьомін — Бабашов, Давидов — Сибірко — Нелюбін, Свистухін — Данько — Швецов.
| М  | Команда                      | І  | Пер | Н  | Пор | ЗШ  | ПШ  | О  |
| -- | ---------------------------- | -- | --- | -- | --- | --- | --- | -- |
| 1  | ЦСКА (Москва)                | 44 | 35  | 2  | 7   | 277 | 131 | 72 |
| 2  | «Динамо» (Москва)            | 44 | 27  | 8  | 9   | 210 | 124 | 62 |
| 3  | «Спартак» (Москва)           | 44 | 25  | 2  | 17  | 179 | 167 | 52 |
| 4  | «Крила Рад» (Москва)         | 44 | 20  | 7  | 17  | 166 | 151 | 47 |
| 5  | «Торпедо» (Горький)          | 44 | 19  | 8  | 17  | 172 | 163 | 46 |
| 6  | «Динамо» (Рига)              | 44 | 19  | 7  | 18  | 150 | 132 | 45 |
| 7  | «Трактор» (Челябінськ)       | 44 | 18  | 6  | 20  | 126 | 140 | 42 |
| 8  | «Хімік» (Воскресенськ)       | 44 | 15  | 10 | 19  | 136 | 154 | 40 |
| 9  | «Сокіл» (Київ)               | 44 | 16  | 2  | 26  | 127 | 155 | 34 |
| 10 | «Автомобіліст» (Свердловськ) | 44 | 13  | 7  | 24  | 151 | 219 | 33 |
| 11 | СКА (Ленінград)              | 44 | 11  | 7  | 26  | 150 | 232 | 29 |
| 12 | «Салават Юлаєв» (Уфа)        | 44 | 11  | 4  | 29  | 120 | 196 | 26 |

Скорочення: М = підсумкове місце, І = ігри, Пер = перемоги, Н = нічиї, Пор = поразки, ЗШ = закинуті шайби, ПШ = пропущені шайби, О = набрані очки

### Склад команди
| № | Гравець            | Дата народження | І  | Г   | П | 0 | Штр |
| - | ------------------ | --------------- | -- | --- | - | - | --- |
|   | Костянтин Гаврилов | 26.10.1957      | 30 | 87п |   |   | 2   |
|   | Юрій Шундров       | 06.06.1956      | 20 | 54п |   |   | 0   |
|   | Валерій Голдобін   | 09.05.1946      | 4  | 14п |   |   | 0   |

| № | Гравець           | Дата народження | І  | Г  | П  | 0  | Штр |
| - | ----------------- | --------------- | -- | -- | -- | -- | --- |
|   | Володимир Андрєєв | 04.12.1951      | 44 | 11 | 11 | 22 | 46  |
|   | Сергій Борисов    | 25.03.1955      | 42 | 1  | 5  | 6  | 42  |
|   | Олександр Сеуканд | 06.12.1950      | 40 | 1  | 3  | 4  | 46  |
|   | Сергій Алексєєв   | 14.09.1958      | 11 | 1  | 3  | 4  | 6   |
|   | Микола Ладигін    | 20.05.1954      | 27 | 2  | 1  | 3  | 10  |
|   | Сергій Горбушин   | 20.05.1957      | 26 | 2  | 1  | 3  | 18  |
|   | Валерій Сидоров   | 15.07.1959      | 21 | 0  | 3  | 3  | 24  |
|   | Юрій Павлов       | 16.04.1947      | 20 | 0  | 2  | 2  | 6   |
|   | Віктор Мартинов   | 15.10.1951      | 9  | 0  | 2  | 2  | 2   |
|   | Олександр Мурашов | 20.09.1956      | 25 | 0  | 1  | 1  | 10  |
|   | Валерій Мосієнко  | 25.07.1952      | 12 | 0  | 0  | 0  | 0   |

| № | Гравець             | Дата народження | І  | Г  | П  | 0  | Штр |
| - | ------------------- | --------------- | -- | -- | -- | -- | --- |
|   | Володимир Бабашов   | 10.11.1951      | 42 | 21 | 9  | 30 | 40  |
|   | Сергій Давидов      | 20.04.1957      | 43 | 15 | 10 | 25 | 10  |
|   | Вадим Сибірко       | 11.04.1953      | 38 | 13 | 10 | 23 | 14  |
|   | Равіль Гатаулін     | 08.03.1954      | 43 | 11 | 9  | 20 | 28  |
|   | Анатолій Дьомін     | 15.01.1954      | 44 | 10 | 4  | 14 | 40  |
|   | Олег Ісламов        | 05.08.1953      | 43 | 9  | 5  | 14 | 18  |
|   | Микола Свистухін    | 14.05.1947      | 35 | 9  | 5  | 14 | 10  |
|   | Сергій Нелюбін      | 1954            | 33 | 7  | 5  | 12 | 6   |
|   | Анатолій Данько     | 20.05.1952      | 42 | 9  | 2  | 11 | 25  |
|   | Володимир Швецов    | 23.02.1957      | 24 | 2  | 5  | 7  | 12  |
|   | Олександр Власов    | 21.03.1955      | 20 | 3  | 2  | 5  | 4   |
|   | Олександр Давиденко | 07.09.1953      | 16 | 0  | 0  | 0  | 10  |
|   | Євген Попов         | 1961            | 1  | 0  | 0  | 0  | 0   |

Старший тренер — Анатолій Богданов; тренери — Броніслав Самович, Олександр Фадєєв.

Тур за туром:
Домашні матчі:
Матчі на виїзді:

## Кубок
| 1 тур 9 квітня 1979 |

| «Сокіл» (Київ)                                                                                          | 16 : 5 | «Іжсталь» (Іжевськ)                       |
| --- | ------ | ----------------------------------------- |
| Дьомін — 3 Давидов — 2 Андрєєв — 2 Швецов — 2 Борисов Сибірко Данько Свистухин Бабашов Ладигін Гатаулін |        | Надиршін Орлов О. Орлов І. Горбачов Гуров |

| Глядачів: 4 500 |

«Сокіл»: Шундров; Борисов — Андрєєв, Мурашов — Горбушин, Сидоров — Ладигін; Гатаулін — Дьомін — Бабашов, Нелюбін — Сибірко — Давидов, Ісламов — Данько — Швецов, Свистухін, Власов, Давиденко.
| 2 тур 11 квітня 1979 |

| «Сокіл» (Київ)                                         | 8 : 0 | «Динамо» (Мінськ) |
| ------------------------------------------------------ | ----- | ----------------- |
| Сибірко — 2 Давидов — 2 Бабашов Ісламов Андрєєв Данько |       |                   |

| Глядачів: 4 000 |

«Сокіл»: Шундров; Борисов — Андрєєв, Мурашов — Горбушин, Сидоров — Ладигін, Хоменко; Гатаулін — Дьомін — Бабашов, Свистухін — Сибірко — Давидов, Ісламов — Данько — Швецов, Попов.
| 3 тур 13 квітня 1979 |

| «Сокіл» (Київ)                | 4 : 2 | «Трактор» (Челябінськ) |
| ----------------------------- | ----- | ---------------------- |
| Власов Андрєєв Ладигін Данько |       | Тижних Рожков          |

| Глядачів: 6 500 |

«Сокіл»: Шундров; Борисов — Андрєєв, Мурашов — Горбушин, Сидоров — Ладигін; Гатаулін — Дьомін — Бабашов, Свистухін — Сибірко — Давидов, Ісламов — Данько — Швецов, Власов, Давиденко.
| М | Команда                | І | Пер | Н | Пор | ЗШ | ПШ | О |
| - | ---------------------- | - | --- | - | --- | -- | -- | - |
| 1 | «Сокіл» (Київ)         | 3 | 3   | 0 | 0   | 28 | 7  | 6 |
| 2 | «Трактор» (Челябінськ) | 3 | 2   | 0 | 1   | 14 | 11 | 4 |
| 3 | «Динамо» (Мінськ)      | 3 | 1   | 0 | 2   | 9  | 17 | 2 |
| 4 | «Іжсталь» (Іжевськ)    | 3 | 0   | 0 | 3   | 13 | 29 | 0 |

| Чвертьфінал 2 травня 1979 |

| «Сокіл» (Київ) | 2 : 0 | «Салават Юлаєв» (Уфа) |
| -------------- | ----- | --------------------- |
| Власов Мурашов |       |                       |

| Палац спорту (Київ) Глядачів: 6 000 |

«Сокіл»: Шундров; Борисов, Андрєєв, Мурашов, Горбушин, Ладигін, Сеуканд; Гатаулін, Давидов, Дьомін, Ісламов, Свистухін, Сибірко, Швецов, Власов, ...
| Півфінал 5 травня 1979 |

| ЦСКА (Москва)                    | 5 : 1 | «Сокіл» (Київ) |
| -------------------------------- | ----- | -------------- |
| Балдеріс — 2 Волчков — 2 Жлуктов |       | Швецов         |

| ЦСКА (Москва) Глядачів: 1 500 |

«Сокіл»: Шундров; Борисов, Андрєєв, Мурашов, Горбушин, Ладигін, Сеуканд; Гатаулін, Давидов, Дьомін, Ісламов, Свистухін, Сибірко, Швецов, ...

### Склад команди
| № | Гравець      | Дата народження | І | Г |
| - | ------------ | --------------- | - | - |
|   | Юрій Шундров | 06.06.1956      | 5 |   |

| № | Гравець           | Дата народження | І | Г |
| - | ----------------- | --------------- | - | - |
|   | Володимир Андрєєв | 04.12.1951      | 5 | 4 |
|   | Сергій Борисов    | 25.03.1955      | 5 | 1 |
|   | Олександр Сеуканд | 06.12.1950      | 2 | 0 |
|   | Сергій Алексєєв   | 1958            | 1 | 0 |
|   | Микола Ладигін    | 20.05.1954      | 5 | 2 |
|   | Сергій Горбушин   | 20.05.1957      | 5 | 0 |
|   | Валерій Сидоров   | 15.07.1959      | 3 | 0 |
|   | Олександр Мурашов | 20.09.1956      | 5 | 1 |
|   | Валерій Мосієнко  | 25.07.1952      | 1 | 0 |
|   | Анатолій Хоменко  | 30.03.1961      | 1 | 0 |

| № | Гравець             | Дата народження | І | Г |
| - | ------------------- | --------------- | - | - |
|   | Володимир Бабашов   | 10.11.1951      | 3 | 2 |
|   | Сергій Давидов      | 20.04.1957      | 5 | 4 |
|   | Вадим Сибірко       | 11.04.1953      | 5 | 3 |
|   | Равіль Гатаулін     | 08.03.1954      | 5 | 1 |
|   | Анатолій Дьомін     | 15.01.1954      | 3 | 3 |
|   | Олег Ісламов        | 05.08.1953      | 5 | 1 |
|   | Микола Свистухін    | 14.05.1947      | 5 | 1 |
|   | Сергій Нелюбін      | 1954            | 1 | 0 |
|   | Анатолій Данько     | 1952            | 4 | 3 |
|   | Володимир Швецов    | 23.02.1957      | 5 | 3 |
|   | Олександр Власов    | 21.03.1955      | 3 | 2 |
|   | Олександр Давиденко | 07.09.1953      | 2 | 0 |
|   | Євген Попов         | 1961            | 1 | 0 |

## Турнір «Спортивної газети»
Сезон розпочався міжнародним турніром за приз «Спортивної газети». Змагання проводилося з 18 по 25 серпня в Києві. Переможцем став московський «Спартак». Окрім радянських команд у турнірі брали участь шведський «Тімро» і фінський «Ессят».
| М | Команда                | І | Пер | Н | Пор | ЗШ | ПШ | О |
| - | ---------------------- | - | --- | - | --- | -- | -- | - |
| 1 | «Спартак» (Москва)     | 5 | 4   | 1 | 0   | 37 | 17 | 9 |
| 2 | «Динамо» (Рига)        | 5 | 4   | 0 | 1   | 36 | 14 | 8 |
| 3 | «Сокіл» (Київ)         | 5 | 2   | 1 | 2   | 26 | 26 | 5 |
| 4 | «Трактор» (Челябінськ) | 5 | 2   | 0 | 3   | 17 | 14 | 4 |
| 5 | «Ессят» (Порі)         | 5 | 1   | 1 | 3   | 15 | 29 | 3 |
| 6 | «Тімро»                | 5 | 0   | 1 | 4   | 10 | 41 | 1 |

| 1 тур 18 серпня 1978 |

| «Сокіл» (Київ) | 1 : 4 | «Трактор» (Челябінськ)              |
| -------------- | ----- | ----------------------------------- |
| Ісламов 6      |       | Шорін 56, 56 Стариков 43 Бухарін 46 |

| Палац спорту (Київ) |

«Сокіл»: Шундров; Ісламов, ...
| 2 тур 20 серпня 1978 |

| «Сокіл» (Київ)                    | 3 : 8 | «Динамо» (Рига)                                                                 |
| --------------------------------- | ----- | ------------------------------------------------------------------------------- |
| Свистухін 12 Власов 12 Сибірко 16 |       | Антипов 15, 24 Одинцов 18 Серняєв 27 Доброхотов 33, 38 Абалмасов 37 Васильєв 55 |

| Палац спорту (Київ) |

«Сокіл»: Гаврилов; Свистухін, Власов, Сибірко, ...
| 3 тур 22 серпня 1978 |

| «Сокіл» (Київ)                                 | 5 : 2 | «Ессят» (Порі)        |
| ---------------------------------------------- | ----- | --------------------- |
| Нелюбін 18 Ісламов 38, 42 Дьомін 38 Сеуканд 54 |       | Хейкілля 13 Кетола 41 |

| Палац спорту (Київ) |

«Сокіл»: Голдобін; Сеуканд, Нелюбін, Ісламов, Дьомін, Давидов, Власов, ...
| 4 тур 23 серпня 1978 |

| «Сокіл» (Київ)                                                        | 7 : 2 | «Тімро»     |
| --------------------------------------------------------------------- | ----- | ----------- |
| Свистухін 5 Дьомін 8 Данько 12, 48 Мартинов 30 Давидов 57 Гатаулін 58 |       | Далін 35,44 |

| Палац спорту (Київ) |

«Сокіл»: Свистухін, Дьомін, Данько, Мартинов, Давидов, Гатаулін, ...
| 5 тур 25 серпня 1978 |

| «Сокіл» (Київ)                                                                                   | 10 : 10 | «Спартак» (Москва)                                                                                    |
| ------------------------------------------------------------------------------------------------ | ------- | --- |
| Андрєєв 15 Швецов 16 Нелюбін 21 Сидоров 22 Гатаулін 31 Давидов 32, 49, 57 Мосієнко 42 Сибірко 60 |         | Якушев 2 Спиридонов 3 Подгорцев 5 Кожевников 25, 60 Костильов 30, 32 Шалімов 30 Цеєв 33 Канарейкін 39 |

| Палац спорту (Київ) |

«Сокіл»: Шундров (Гаврилов); Дьомін, Андрєєв, Сидоров, Мосієнко, Нелюбін, Ісламов, Давидов, Швецов, Гатаулін, Сибірко, Попов, Власов, ...
| № | Гравець           | Голи |
| - | ----------------- | ---- |
|   | Сергій Давидов    | 4    |
|   | Олег Ісламов      | 3    |
|   | Равіль Гатаулін   | 2    |
|   | Анатолій Данько   | 2    |
|   | Анатолій Дьомін   | 2    |
|   | Сергій Нелюбін    | 2    |
|   | Микола Свистухін  | 2    |
|   | Вадим Сибірко     | 2    |
|   | Володимир Андрєєв | 1    |
|   | Олександр Власов  | 1    |
|   | Віктор Мартинов   | 1    |
|   | Валерій Мосієнко  | 1    |
|   | Олександр Сеуканд | 1    |
|   | Валерій Сидоров   | 1    |
|   | Володимир Швецов  | 1    |

## Міжнародні матчі
| 23 вересня 1978 |

| «Сокіл» (Київ)     | 3 : 2 | «Слован» (Братислава) |
| ------------------ | ----- | --------------------- |
| Сибірко — 2 Швецов |       | ?                     |

| Київ |

«Сокіл»: Швецов, Сибірко, ...
| 24 вересня 1978 |

| «Сокіл» (Київ)                | 4 : 3 | «Слован» (Братислава) |
| ----------------------------- | ----- | --------------------- |
| Нелюбін — 2 Бабашов Свистухін |       | ?                     |

| Київ |

«Сокіл»: Бабашов, Нелюбін, Свистухін, ...
| 16 грудня 1978 |

| «Слован» (Братислава) | 5 : 6 | «Сокіл» (Київ)                                 |
| --------------------- | ----- | ---------------------------------------------- |
| ?                     |       | Данько Андрєєв Давидов Дьомін Свистухін Швецов |

| Братислава |

«Сокіл»: Андрєєв, Данько, Давидов, Дьомін, Свистухін, Швецов, ...
| № | Гравець           | Голи |
| - | ----------------- | ---- |
|   | Сергій Нелюбін    | 2    |
|   | Микола Свистухін  | 2    |
|   | Вадим Сибірко     | 2    |
|   | Володимир Швецов  | 2    |
|   | Володимир Андрєєв | 1    |
|   | Володимир Бабашов | 1    |
|   | Сергій Давидов    | 1    |
|   | Анатолій Данько   | 1    |
|   | Анатолій Дьомін   | 1    |

## Найрезультативніші гравці
Скорочення: М = місце, Ч = чемпіонат СРСР, К = кубок СРСР, МТ = міжнародний турнір на приз «Спортивної газети», ТМ = три товариські матчі з братиславським «Слованом»
| М  | Гравець           | Ч  | К | МТ | ТМ | Сума |
| -- | ----------------- | -- | - | -- | -- | ---- |
| 1  | Володимир Бабашов | 21 | 2 | 0  | 1  | 24   |
| 2  | Сергій Давидов    | 15 | 4 | 4  | 1  | 24   |
| 3  | Вадим Сибірко     | 13 | 3 | 2  | 2  | 20   |
| 4  | Володимир Андрєєв | 11 | 4 | 1  | 1  | 17   |
| 5  | Анатолій Дьомін   | 10 | 3 | 2  | 1  | 16   |
| 6  | Анатолій Данько   | 9  | 3 | 2  | 1  | 15   |
| 7  | Равіль Гатаулін   | 11 | 1 | 2  | 0  | 14   |
| 8  | Микола Свистухін  | 9  | 1 | 2  | 2  | 14   |
| 9  | Олег Ісламов      | 9  | 1 | 3  | 0  | 13   |
| 10 | Сергій Нелюбін    | 7  | 0 | 2  | 2  | 11   |
| 11 | Володимир Швецов  | 2  | 3 | 1  | 2  | 8    |
| 12 | Олександр Власов  | 3  | 2 | 1  | 0  | 6    |
| 13 | Микола Ладигін    | 2  | 2 | 0  | 0  | 4    |
| 14 | Сергій Горбушин   | 2  | 0 | 0  | 0  | 2    |
| 15 | Сергій Борисов    | 1  | 1 | 0  | 0  | 2    |
| 16 | Олександр Сеуканд | 1  | 0 | 1  | 0  | 2    |
| 17 | Сергій Алексєєв   | 1  | 0 | 0  | 0  | 1    |
| 18 | Олександр Мурашов | 0  | 1 | 0  | 0  | 1    |
| 19 | Валерій Сидоров   | 0  | 0 | 1  | 0  | 1    |
| 20 | Віктор Мартинов   | 0  | 0 | 1  | 0  | 1    |
| 21 | Валерій Мосієнко  | 0  | 0 | 1  | 0  | 1    |